# Діомансі Камара
Діомансі Мехді Мустафа Камара (фр. Diomansy Mehdi Moustapha Kamara; нар. 8 листопада 1980, Париж, Франція) — сенегальський футболіст, нападник. На міжнародному рівні представляв Сенегал, за який виступав у трьох розіграшах Кубку африканських націй.

## Клубна кар'єра

### Ранні роки
Народився в Парижі. Професіональну кар'єру розпочав у «Ред Старі», а в сезоні 1999/2000 років перебрався до «Катандзаро». Відзначився 9-ма голами в 34-х матчах чемпіонату за Калабрійців, після чого перебрався до «Модени». За три сезони відзначився 15-ма голами у 82-х матчах, вразив багатьох своєю швидкістю та спритністю.

### «Портсмут»
У серпні 2004 року «Портсмут» намагався орендувати Діомансі, але зрештою підписав його за 2,5 мільйона фунтів стерлінгів на повноцінній основі, що зробило його рекордним підписанням на той час. Однак, незважаючи на яскравий старт, змушений був боротися за набрання форми та з травмами протягом сезону 2004/05 років, і лише через рік перебування у «Портсмуті» вони скористалися пунктом у його контракті, який дозволяв їм продати нападника до «Вест Гем Юнайтед», заплативши лише 1 мільйон фунтів стерлінгів з його початкової суми за трансфер до Модени. Альбіон заплатив за Камару 1,5 мільйона фунтів.

### «Вест-Бромвіч Альбіон»
Дебютував за «Альбіон» 13 серпня 2005 року, замінивши Кану на 60-й хвилині в нічийному (0:0) матчі проти «Манчестер Сіті». Отримував жовту картку в кожній зі своїх перших трьох матчів за клуб. Першим голом за «Вест Бромвіч» відзначився 20 вересня 2005 року в переможному (4:1) для «Готорнс» поєдинку Кубку Ліги проти «Бредфорд Сіті». Це був один із двох м'ячів, забитих Камарою у сезоні 2005/06 років; першим голом у чемпіонаті за клуб відзначився 10 грудня 2005 року у переможному (2:0) поєдинку проти «Манчестер Сіті». У вище вказаному сезоні «Альбіон» вилетів з Прем’єр-ліги, але в сезоні 2006/07 років Діомансі набрав чудову форму, відзначився 23-ма голами у всіх турнірах і допоміг «Альбіону» дійти до фіналу плей-оф. Результативна гра принесла йому нагороду «Гравець місяця Чемпіоншипу» за жовтень 2006 року, а також нагороду найкращого гравця місяця від уболівальників ПФА за лютий 2007 року. Його також включили до команди року в Чемпіоншипу за версією ПФА й виграв нагороду Гравець року у «Вест Бромвіч Альбіон».

### «Фулгем»

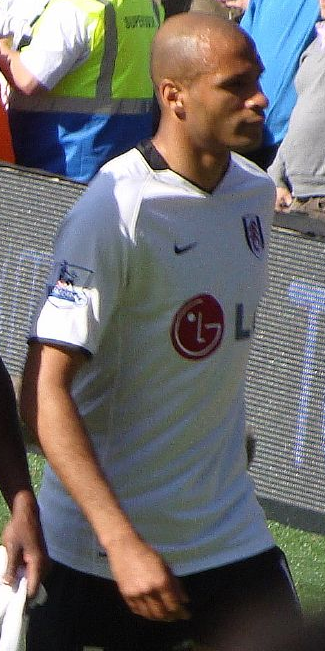
Діомансі Камара в матчі за «Фулгем».

9 липня 2007 року підписав 4-рирічну угоду з «Фулгемом» за 6 мільйонів фунтів стерлінгів, цей перехід став рекордним трансфером для «Вест-Бромвіча». Після переходу до команди пообіцяв, що зможе забити «багато голів» у Прем’єр-лізі з «Фулгемом». Дебютував за «Коттеджерс» 12 серпня 2007 року у програному (1:2) виїзному матчі проти «Арсеналу», замінивши у другому таймі свого партнера-дебютанта Девіда Гілі. Першим голом за «Фулгем» відзначився 28 серпня 2007 року у переможному (1:0) поєдинку Кубку Ліги проти «Шрусбері Таун». Чотири дні по тому відзначився й своїм першим голом за «Коттеджерс» у чемпіонаті — чудовим ударом зверху головою наприкінці нічийного (3:3) матчу проти «Тоттенгема». Після матчу Камара повідомив офіційному веб-сайту клубу, що його удар головою можна «класифіковати як найкращий гол у його кар'єрі». 25 листопада 2007 року відзначився своїм другим голом у нічийному (2:2) матчі проти «Блекберн Роверз». 29 березня 2008 року відзначився своїм третім голом, у нічийному (2:2) поєдинку проти «Дербі Каунті», у результаті чого ця команда вилетів до Футбольної ліги. Згодом у сезоні 2007/08 років, після відносно сухого періоду перед воротами команд-суперниць, Камара відродив надії «Фулхема» на виживання в Прем’єр-лізі, відзначився двома голами за останні двадцять хвилин (плюс реалізував відскок після пенальті у виконанні Денні Мерфі, який відбив Джо Гарт), забезпечивши виїзну перемогу над «Манчестер Сіті». «Фулгем» зрештою врятувався від вильоту в останній грі. У червні 2008 року під час гри за збірну Сенегалу у матчі проти Ліберії розірвав хрестоподібну зв'язку, травма, яка потребувала реконструктивної операції.
9 травня 2009 року в своєму першому виході в стартовій 11-ці за «Коттеджерс» після відновлення від травми відзначився дублем у переможному (3:1) матчі проти «Астон Вілли», а також віддав результативну передачу Денні Мерфі, який відзначився голом. Після двох забитих м'ячів головний тренер Рой Годжсон похвалив його гарну гру. 16 травня 2009 року також відзначився переможним (1:0) голом у наступному матчі, проти «Ньюкасл Юнайтед».
По завершення сезону 2008/09 років пов’язувався з переходом до чемпіона Франції «Бордо», який планував замінити Маруана Шамаха, який пішов, щоб приєднатися до «Арсеналу», а також «Рома» також бажала підписати його. Однак цей перехід не відбувся, оскільки Камара не був зацікавлений у переїзді за кордон, а натомість сподівався знайти новий клуб у Великій Британії.
У Прем'єр-лізі 2008/09 та 2009/10 став менше грати в Прем’єр-лізі. Відзначився своїм єдиним голом у чемпіонаті в сезоні 2009/10 за «Фулгем» 19 вересня 2009 року в переможному (2:0) поєдинку проти «Галл Сіті». 17 вересня допоміг «Фулгему» здобути виїзну нічию (1:1) проти софійського ЦСКА у Лізі Європи. 5 листопада 2009 року реалізував пенальті після фолу в штрафному майданчику в матчі проти італійської «Роми»; його замінив на 46-й хвилині Ерік Невланд, а «Фулгем» програв, після того як «Рома» відзначилася двома голами. 1 грудня 2009 року у Діомансі виникла проблема з коліном, через що він вибув на місяць. 26 січня 2010 року повернувся на поле в програному (0:2) матчі проти «Тоттенгем Готспур», в якому на 72-й хвилині вийшов замість Золтана Гери.
Англійська газета The Sun поставила трансфер Діомансі Камари на 5-те місце у списку найгірших трансферів англійських клубів сезону 2007/08.

#### Оренда в «Селтік»
1 лютого 2010 року перейшов до «Селтіка» в оренду до завершення сезону 2009/10 років, при цьому шотландський клуб отримав можливість викупити контракт гравця, якщо він справить позитивне враження під час оренди. Перехід сенегальця до «Селтіка» став можливим після того, як «Фулгем» орендував Стефано Окаку в «Роми». Камара вже грав під керівництвом тодішнього тренера «Селтіка» Тоні Моубрея, який раніше очолював «Вест-Бромвіч Альбіон». 2 лютого 2010 року дебютував за клуб на Реґбі Парк в програному (0:1) поєдинку проти «Кілмарнока».

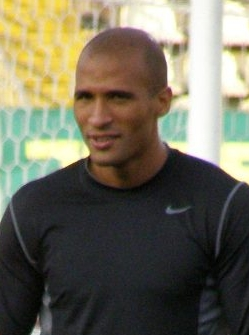
Діомансі Камара під час тренування «Фулгема» в 2009 році.

7 лютого Камара відзначився першим голом за «Селтік» у матчі Кубку Шотландії проти «Данфермлайна», ударом з меж штрафного майданчика; у вище вказаному поєдинку першим голом за «Селтік» відзначився також його партнер по нападу Роббі Кіну. 13 лютого відзначився своїм другим голом за «Селтік» та першим голом у Прем'єр-ліги, в нічийному (4:4) матчі проти «Абердина» на Піттодрі. Також віддав результативну передачу під час голу Кіна, який в свою чергу асистував під час голу Камари. 20 лютого 2010 року віддав результативну передачу на Кіна, який відзначився переможним голом у переможному (1:0) матчі проти «Данді Юнайтед». Потім отримав травму, яка не давала його грати протягом місяця, й повернувся на поле 13 квітня 2010 року в переможному (2:0) матчі проти «Маотервелла». 25 квітня після, відновлення від травми, відзначився першим із двох голів у переможному (2:0) матчі проти «Данді Юнайтед».
Після завершення терміну оренди Камара заявив, що бажає залишитися в «Селтіку» на постійній основі й із задоволенням гратиме під керівництвом виконувача обов'язків головного тренера Ніла Леннона після звільнення Тоні Моубрея. Він пояснив, що націлився на постійну угоду з клубом, і назвав своїм «пріоритетом» залишитися в «Селтіку». Однак перехід так і не відбувся, оскільки «Селтік» вирішив не активовувати пункт у контракті про викуп гравця за суму 2,5 мільйона фунтів стерлінгів. Камара повернувся до «Фулгема» і націлився на перехід до клубу, де розпочинав свою кар'єру, в ПСЖ.

#### Повернення до «Фулгема»
Після повернення до «Фулхема» заявив, що новопризначений головний тренер «Фулгема» Марк Г'юз переконав його залишитися та надав гравцеві новий шанс. Він також зазначив, що покинув би «Фулгем», якби Рой Годжсон залишився керувати клубом (натомість він став головним тренером «Ліверпуля»). Отримав більше ігрового часу у «Фулгемі», оскільки клубу не вистачало гравців в атаці після травм Боббі Замори та Мусси Дембеле. Першим голом у чемпіонаті сезону 2010/11 років відзначився 16 жовтня 2010 року на 30-й хвилині програного (1:2) поєдинку проти «Тоттенгем Готспур» на Крейвен Коттедж. Також відзначився голом 4 грудня 2010 року на 30-й хвилині у програному (1:2) матчі проти «Арсеналу» на стадіоні Емірейтс, відіграв 73 хвилини матчу, після чого його замінив інший нападник Ендрю Джонсон. Незважаючи на поразку, головний тренер Марк Г'юз високо оцінив виступ Діомансі, а гравець заявив, що дуже хоче зберегти місце в першій команді. 8 січня 2011 року оформив хет-трик та відіграв усі 90 хвилин у переможному (6:2) матчі третього раунду Кубку Англії проти «Пітерборо Юнайтед» на Крейвен Коттедж. Однак після одужання Замори та Дембеле від травм грав нерегулярно.

#### Оренда в «Лестер Сіті»
Після того, як головний тренер «Лестер Сіті» Свен-Йоран Ерікссон підтвердив свою зацікавленість у підписанні Діомансі Камари, 21 березня 2011 року «Лестер Сіті» орендував гравця до завершення сезону 2010/11 років. Дебютував на офіційному рівні 2 квітня 2011 року в нічийному (3:3) поєдинку проти «Мідлсбро», в якому відзначився гольовою передачею. Своїм першим голом за «лисиць» відзначився 9 квітня в переможному (4:0) поєдинку проти «Бернлі». Своїм другим голом за команду відзначився у воротах «Іпсвіча», встановивши рахунок 4:2. Це був останній м'яч у чемпіонаті, забитий на стадіоні «Вокерс» до того, як влітку 2011 року його перейменували на стадіон Кінг Пауер. Після закінчення терміну оренди визнав, що його внесок у гру «Лестер Сіті» розчарував, але він готовий повернутися.

### «Ескішехірспор»
24 червня 2011 року керівництво «Фулгема» оголосило, що Камара не буде продовжувати свій контракт і залишить клуб, щоб підписати контракт з представником Суперліги «Ескішехірспор». Дебютував за нову команду 10 вересня 2011 року в переможному (2:1) поєдинку проти «Бешикташа». А вже наступного туру, 18 вересня 2011 року, відзначиився своїм першим голом за «Ескішехірспор» у переможному (4:0) матчі проти «Сівасспора». Продовжив свою результативну форму і став найкращим бомбардиром клубу у своєму першому сезоні з 10 голами, а також другим за кількістю результативних передач (5) після захисника Деде з 10-ма передачами.

### Повернення в «Катандзаро»
27 липня 2014 року «Катандзаро» офіційно оформив повернення гравця до лав жовто-червоних після 13-річної перерви. 4 лютого 2015 року розірвав контракт.

### «Норт-Іст Юнайтед»
7 липня 2015 року підписав контракт із клубом індійської Суперліги «Норт-Іст Юнайтед».

## Кар'єра в збірній
У футболці національної збірної Сенегалу дебютував 2003 року. Наступного року вперше взяв участь у Кубку африканських націй, разом з Сенегалом дійшов до чвертьфіналу. У 2006 році на вище вказаному турнірі допоміг команді посісти четверте місце. Генрик Касперчак також викликав Діомансі на Кубок африканських націй 2008, але збірна Сенегалу провалилася на цьому турнірі й не вийшола з групи. Загалом за національну команду провів 51 матч.

## Статистика виступів

### Клубна статистика
Станом на 7 грудня 2014.
| Сезон                             | Команда                           | Чемпіонат                         | Чемпіонат | Чемпіонат | Нац. кубок | Нац. кубок | Нац. кубок | Конт. кубок | Конт. кубок | Конт. кубок | Інші кубки | Інші кубки | Інші кубки | Загалом | Загалом |
| Сезон                             | Команда                           | Змаг.                             | Матчі     | Голи      | Змаг.      | Матчі      | Голи       | Змаг.       | Матчі       | Голи        | Змаг.      | Матчі      | Голи       | Матчі   | Голи    |
| --------------------------------- | --------------------------------- | --------------------------------- | --------- | --------- | ---------- | ---------- | ---------- | ----------- | ----------- | ----------- | ---------- | ---------- | ---------- | ------- | ------- |
| 1998-1999                         | «Ред Стар»                        | Д2                                | 4         | 0         | КФ+КФЛ     | 0+0        | 0          | -           | -           | -           | -          | -          | -          | 4       | 0       |
| 1999-2000                         | «Катандзаро»                      | C2                                | 11        | 4         | КФ         | 0          | 0          | -           | -           | -           | -          | -          | -          | 11      | 4       |
| 2000-2001                         | «Катандзаро»                      | C2                                | 23        | 5         | КІ         | 0          | 0          | -           | -           | -           | -          | -          | -          | 23      | 5       |
| 2001-2002                         | «Модена»                          | B                                 | 24        | 4         | КІ         | 0          | 0          | -           | -           | -           | -          | -          | -          | 24      | 4       |
| 2002-2003                         | «Модена»                          | A                                 | 29        | 5         | КІ         | 0          | 0          | -           | -           | -           | -          | -          | -          | 29      | 5       |
| 2003-2004                         | «Модена»                          | A                                 | 29        | 6         | CI         | 1          | 0          | -           | -           | -           | -          | -          | -          | 30      | 6       |
| сер. 2004                         | «Модена»                          | B                                 | 0         | 0         | CI         | 1          | 0          | -           | -           | -           | -          | -          | -          | 1       | 0       |
| Загалом за «Модену»               | Загалом за «Модену»               | Загалом за «Модену»               | 82        | 15        |            | 2          | 0          |             |             |             |            |            |            | 84      | 15      |
| 2004-2005                         | «Портсмут»                        | ПЛ                                | 25        | 4         | КА+КФЛ     | 1+0        | 0          | -           | -           | -           | -          | -          | -          | 26      | 4       |
| 2005-2006                         | «Вест-Бромвіч Альбіон»            | ПЛ                                | 26        | 1         | КА+КФЛ     | 0+0        | 0          | -           | -           | -           | -          | -          | -          | 26      | 1       |
| 2006-2007                         | «Вест-Бромвіч Альбіон»            | ЧШП                               | 34+3      | 20+1      | КА+КФЛ     | 4+2        | 2+0        | -           | -           | -           | -          | -          | -          | 43      | 23      |
| Загалом за «Вест-Бромвіч Альбіон» | Загалом за «Вест-Бромвіч Альбіон» | Загалом за «Вест-Бромвіч Альбіон» | 60+3      | 21+1      |            | 6          | 2          |             |             |             |            |            |            | 69      | 24      |
| 2007-2008                         | «Фулгем»                          | ПЛ                                | 28        | 5         | КА+КФЛ     | 0+2        | 1          | -           | -           | -           | -          | -          | -          | 30      | 6       |
| 2008-2009                         | «Фулгем»                          | ПЛ                                | 12        | 4         | КА+КФЛ     | 2+0        | 0          | -           | -           | -           | -          | -          | -          | 14      | 4       |
| 2009-січ. 2010                    | «Фулгем»                          | ПЛ                                | 9         | 1         | КА+КФЛ     | 0+0        | 0          | ЛЄУ         | 4           | 2           | -          | -          | -          | 13      | 3       |
| січ.-лип. 2010                    | «Селтік»                          | ПЛШ                               | 9         | 2         | КШ+СШ      | 1+0        | 1          | ЛЧУ         | -           | -           | -          | -          | -          | 10      | 3       |
| 2010-бер. 2011                    | «Фулгем»                          | ПЛ                                | 10        | 2         | КА+КФЛ     | 1+0        | 3          | -           | -           | -           | -          | -          | -          | 11      | 5       |
| Загалом за «Фулгем»               | Загалом за «Фулгем»               | Загалом за «Фулгем»               | 59        | 12        |            | 5          | 4          |             | 4           | 2           |            |            |            | 68      | 18      |
| бер.-лип. 2011                    | «Лестер Сіті»                     | ЧШП                               | 7         | 2         | КА+КФЛ     | 0+0        | 0          | -           | -           | -           | -          | -          | -          | 7       | 2       |
| 2011-2012                         | «Ескішехірспор»                   | СЛ                                | 31+4      | 13+2      | КТ         | 3          | 1          | -           | -           | -           | -          | -          | -          | 38      | 16      |
| 2012-2013                         | «Ескішехірспор»                   | СЛ                                | 30        | 11        | КТ         | 6          | 0          | ЛЄУ         | 4           | 0           | -          | -          | -          | 40      | 11      |
| 2013-2014                         | «Ескішехірспор»                   | СЛ                                | 30        | 2         | КТ         | 11         | 2          | -           | -           | -           | -          | -          | -          | 41      | 4       |
| Загалом за «Ескішехірспор»        | Загалом за «Ескішехірспор»        | Загалом за «Ескішехірспор»        | 91+4      | 26+2      |            | 20         | 3          |             | 4           | 0           |            |            |            | 119     | 31      |
| 2014-2015                         | «Катандзаро»                      | ЛП                                | 12        | 4         | КІ+КІ-ЛП   | 1+0        | 0          | -           | -           | -           | -          | -          | -          | 13      | 4       |
| Загалом за «Катандзаро»           | Загалом за «Катандзаро»           | Загалом за «Катандзаро»           | 46        | 13        |            | 1          | 0          |             |             |             |            |            |            | 47      | 13      |
| 2015                              | «Норт-Іст Юнайтед»                | ІСЛ                               | 12        | 3         |            |            |            |             |             |             |            |            |            | 12      | 3       |
| Загалом за «Норт-Іст Юнайтед»     | Загалом за «Норт-Іст Юнайтед»     | Загалом за «Норт-Іст Юнайтед»     | 12        | 3         |            |            |            |             |             |             |            |            |            | 12      | 3       |
| Усього за кар'єру                 | Усього за кар'єру                 | Усього за кар'єру                 | 395+7     | 86+3      |            | 36         | 10         |             | 8           | 2           |            |            |            | 446     | 101     |

### У збірній

#### По роках
| Національна збірна | Рік     | Матчі | Голи |
| ------------------ | ------- | ----- | ---- |
| Сенегал            | 2003    | 6     | 0    |
| Сенегал            | 2004    | 10    | 2    |
| Сенегал            | 2005    | 3     | 1    |
| Сенегал            | 2006    | 8     | 1    |
| Сенегал            | 2007    | 8     | 3    |
| Сенегал            | 2008    | 9     | 3    |
| Сенегал            | 2009    | 0     | 0    |
| Сенегал            | 2010    | 2     | 0    |
| Сенегал            | 2011    | 4     | 0    |
| Сенегал            | Загалом | 50    | 10   |

#### По матчах
| Дата       | Місто        | Господарі    | Результат | Гості            | Турнір                                            | Голи | Примітки  |
| ---------- | ------------ | ------------ | --------- | ---------------- | ------------------------------------------------- | ---- | --------- |
| 12-2-2003  | Париж        | Марокко      | 1 – 0     | Сенегал          | товариський матч                                  | -    |           |
| 30-3-2003  | Бакау        | Гамбія       | 0 – 0     | Сенегал          | Відбір до Кубка африканських націй 2004           | -    | 72'       |
| 30-4-2003  | Гафса        | Туніс        | 1 – 0     | Сенегал          | товариський матч                                  | -    | Замінений |
| 31-5-2003  | Дакар        | Сенегал      | 2 – 1     | Кабо-Верде       | товариський матч                                  | -    | Замінений |
| 10-9-2003  | Ніїґата      | Японія       | 0 – 1     | Сенегал          | товариський матч                                  | -    | 77'       |
| 10-10-2003 | Каїр         | Єгипет       | 1 – 0     | Сенегал          | товариський матч                                  | -    | Замінений |
| 15-11-2003 | Дакар        | Сенегал      | 1 – 0     | Кот-д'Івуар      | товариський матч                                  | -    | 57'       |
| 18-1-2004  | Дакар        | Сенегал      | 2 – 1     | ПАР              | товариський матч                                  | -    | 66'       |
| 26-1-2004  | Туніс        | Сенегал      | 0 – 0     | Буркіна-Фасо     | Кубок африканських націй 2004 - 1-й раунд         | -    | 69'       |
| 30-1-2004  | Бізерта      | Сенегал      | 3 – 0     | Кенія            | Кубок африканських націй 2004 - 1-й раунд         | -    | 69'       |
| 7-2-2004   | Радес        | Туніс        | 1 – 0     | Сенегал          | Кубок африканських націй 2004 - 1/4 фіналу        | -    | 85'       |
| 29-5-2004  | Париж        | Сенегал      | 1 – 1     | Гвінея           | товариський матч                                  | -    | 66'       |
| 5-6-2004   | Дакар        | Сенегал      | 2 – 0     | Республіка Конго | Відбір до ЧС 2006                                 | -    | 46'       |
| 13-6-2004  | Прая         | Кабо-Верде   | 1 – 3     | Сенегал          | товариський матч                                  | 2    | 46'       |
| 20-6-2004  | Ломе         | Того         | 3 – 1     | Сенегал          | Відбір до ЧС 2006                                 | -    |           |
| 3-7-2004   | Дакар        | Сенегал      | 1 – 0     | Замбія           | Відбір до ЧС 2006                                 | -    | 27' 79'   |
| 18-8-2004  | Авіньйон     | Кот-д'Івуар  | 2 – 1     | Сенегал          | товариський матч                                  | -    | 46'       |
| 3-9-2005   | Чилілабомбве | Замбія       | 0 – 1     | Сенегал          | Відбір до ЧС 2006                                 | -    | 62'       |
| 8-10-2005  | Дакар        | Сенегал      | 3 – 0     | Малі             | Відбір до ЧС 2006                                 | -    |           |
| 12-11-2005 | Гебеха       | ПАР          | 2 – 3     | Сенегал          | товариський матч                                  | 1    |           |
| 14-1-2006  | Дакар        | Сенегал      | 0 – 0     | ДР Конго         | товариський матч                                  | -    | 65'       |
| 23-1-2006  | Порт-Саїд    | Зімбабве     | 0 – 2     | Сенегал          | Кубок африканських націй 2006 - 1-й раунд         | -    | 63'       |
| 27-1-2006  | Порт-Саїд    | Гана         | 0 – 1     | Сенегал          | Кубок африканських націй 2006 - 1-й раунд         | -    | 67'       |
| 31-1-2006  | Порт-Саїд    | Нігерія      | 2 – 1     | Сенегал          | Кубок африканських націй 2006 - 1-й раунд         | -    | 66' 79'   |
| 3-2-2006   | Александрія  | Гвінея       | 2 – 3     | Сенегал          | Кубок африканських націй 2006 - 1/4 фіналу        | -    | 77'       |
| 7-2-2006   | Каїр         | Єгипет       | 2 – 1     | Сенегал          | Кубок африканських націй 2006 - 1/2 фіналу        | -    |           |
| 9-2-2006   | Каїр         | Сенегал      | 0 – 1     | Нігерія          | Кубок африканських націй 2006 - Матч за 3-є місце | -    | 44'       |
| 1-3-2006   | Дакар        | Сенегал      | 2 – 1     | Норвегія         | товариський матч                                  | -    |           |
| 7-10-2006  | Уагадугу     | Буркіна-Фасо | 1 – 0     | Сенегал          | Відбір до Кубка африканських націй 2008           | -    |           |
| 24-3-2007  | Дакар        | Сенегал      | 4 – 0     | Танзанія         | Відбір до Кубка африканських націй 2008           | 1    |           |
| 2-6-2007   | Мванза       | Танзанія     | 1 – 1     | Сенегал          | Відбір до Кубка африканських націй 2008           | -    | 90'       |
| 10-6-2007  | Блантайр     | Малаві       | 2 – 3     | Сенегал          | товариський матч                                  | -    | 68'       |
| 17-6-2007  | Матола       | Мозамбік     | 0 – 0     | Сенегал          | Відбір до Кубка африканських націй 2008           | -    |           |
| 8-9-2007   | Дакар        | Сенегал      | 5 – 1     | Буркіна-Фасо     | Відбір до Кубка африканських націй 2008           | -    | 81'       |
| 14-10-2007 | Руан         | Гвінея       | 1 – 3     | Сенегал          | товариський матч                                  | 1    |           |
| 17-11-2007 | Коломб       | Малі         | 2 – 3     | Сенегал          | товариський матч                                  | 1    |           |
| 21-11-2007 | Кретей       | Марокко      | 3 – 0     | Сенегал          | товариський матч                                  | -    |           |
| 12-1-2008  | Дакар        | Сенегал      | 3 – 1     | Намібія          | товариський матч                                  | 2    | 86'       |
| 16-1-2008  | Уагадугу     | Бенін        | 1 – 2     | Сенегал          | товариський матч                                  | -    | 46'       |
| 23-1-2008  | Тамале       | Туніс        | 2 – 2     | Сенегал          | Кубок африканських націй 2008 - 1-й раунд         | 1    | 90'       |
| 27-1-2008  | Тамале       | Сенегал      | 1 – 3     | Ангола           | Кубок африканських націй 2008 - 1-й раунд         | -    | 69'       |
| 31-1-2008  | Кумасі       | Сенегал      | 1 – 1     | ПАР              | Кубок африканських націй 2008 - 1-й раунд         | -    | 82'       |
| 31-5-2008  | Дакар        | Сенегал      | 1 – 0     | Алжир            | Відбір до ЧС 2010                                 | -    |           |
| 8-6-2008   | Банжул       | Гамбія       | 0 – 0     | Сенегал          | Відбір до ЧС 2010                                 | -    |           |
| 15-6-2008  | Пейнсвілл    | Ліберія      | 2 – 2     | Сенегал          | Відбір до ЧС 2010                                 | -    | 77'       |
| 21-6-2008  | Дакар        | Сенегал      | 3 – 1     | Ліберія          | Відбір до ЧС 2010                                 | -    | 6'        |
| 3-3-2010   | Афіни        | Греція       | 0 – 2     | Сенегал          | товариський матч                                  | -    | 46'       |
| 17-11-2010 | Сен-Гратьян  | Сенегал      | 2 – 1     | Габон            | товариський матч                                  | -    | 46'       |
| 9-2-2011   | Дакар        | Сенегал      | 3 – 0     | Гвінея           | товариський матч                                  | -    | 63'       |
| 10-8-2011  | Дакар        | Сенегал      | 0 – 2     | Марокко          | товариський матч                                  | -    | 46'       |
| 3-9-2011   | Дакар        | Сенегал      | 2 – 0     | ДР Конго         | Відбір до Кубка африканських націй 2012           | -    | 72'       |
| 9-10-2011  | Кьюрпайп     | Маврикій     | 0 – 2     | Сенегал          | Відбір до Кубка африканських націй 2012           | -    |           |
| Усього     |              | Матчів       | 52        |                  | Голів                                             | 9    |           |

## Досягнення
«Ескішехірспор»
- Кубок Туреччини
  -  Фіналіст (1): 2013/14

Індивідуальні
- Команда року за версією ПФА: Чемпіоншип 2006/07[25]